# 加藤一夫 (詩人)
加藤 一夫 （かとう かずお、1887年（明治20年）2月28日 - 1951年（昭和26年）1月25日）は、大正から昭和にかけて活躍した日本の詩人、評論家。翻訳家。

## 経歴
和歌山県西牟婁郡大都河村（現すさみ町）生まれ、明治学院神学部卒。2年ほどキリスト教の伝道をする。
トルストイの影響を受けて1917年『土の叫び地の囁き』を刊行し、民衆詩派の詩人として文壇に登場、また民衆芸術論という思想評論を唱える。1918年、春秋社創設に参画する。
1920年アナキズムを掲げる『自由人連盟』などに参加し検挙される。のち転向して宗教に入ることを宣言し、農本主義、さらに天皇中心の思想を唱えるに至る。 川崎長太郎との交流がある。
子は『真実の手記 BC級戦犯 加藤哲太郎「私は貝になりたい」』の著者である加藤哲太郎で、春秋社が発行元となった。

## 著作
- 『本然生活』（洛陽堂） 1915
- 『土の叫び地の囁き』（洛陽堂） 1918
- 『民衆芸術論』（洛陽堂） 1919
- 「加藤一夫著作集」全5編（春秋社）
第1編『無明』 1920
第2編『救のない人生』 1920
第3編『響かぬ鐘』 1921
第4編『幻滅の彼方へ』 1921
第5編『自由人の生活意識』 1922
- 『加藤一夫新作集 第1篇 馬鹿万.転機』（一歩堂） 1922
- 『乱舞する焔』（改造社） 1923
- 『死の前に』（帝国瑞穂社） 1924
- 『闇の舞踏 第1巻』（吉田書店） 1924
- 『穴仙人の手記』（春秋社） 1925
- 『村に襲ふ波』（大阪屋号書店） 1925
- 『岐路に立ちて』（大阪屋号書店） 1926
- 『生に寄する波』（主婦之友社） 1926
- 『農民芸術論』（春秋文庫） 1931
- 『農本社会哲学』（暁書院） 1933
- 『農本主義 理論篇』（暁書院） 1933
- 『土の哲学』（建設社） 1934
- 『貧者の安住』（不二屋書房） 1935
- 『老子』（日本評論社） 1935
- 『第五福音書聖書』（刀江書院） 1936
- 『私は出家した 随筆』（学芸社） 1936
- 『小説キリスト』（第一書房） 1937
- 『日本信仰 記・紀に現れた日本人の神観』（恒星社） 1938
- 『宗教新体制草案』（編、甲子社書房） 1940
- 『日本の新方向』（山雅房） 1940
- 『み前に斎く』（竜宿山房） 1941
- 『史前文化史』（竜宿山房） 1942
- 『肇国史詩なかつくに』（竜宿山房） 1942
- 『八紘一宇史の発足』（竜宿山房、時局叢書） 1942
- 『天皇信仰道』（竜宿山房） 1943
- 『新農本主義』（冨岳本社） 1947
- 『日本的基督教』（富岳本社） 1948

### 共著
- 『新修日本精神讀本』（井上哲次郎, 清原貞雄, 武田祐吉, 植木直一郎, 大倉邦彦, 松永材, 宇野圓空, 河野省三, 村瀬武比古, 栗田元次, 藤澤親雄, 中河與一, 杉森孝次郎, 亘理章三郎, 藤原銀次郎, 蓑田胸喜, 浦本浙潮, 鼓常良, 津久井龍雄, 三井甲之, 赤松克麿, 大串兎代夫, 岡本かの子共著、朝日新聞社） 1938

## 翻訳
- 『闇に輝く光』（レオ・トルストイ、文明堂） 1913
- 『トルストイ人道主義』（天弦堂書房、近代思潮叢書） 1915
- 『ベェトオフェン並にミレエ』（ロマン・ロオラン、洛陽堂） 1915
- 『一般人叢書 第1編 愛のあるところに神あり』（トルストイ、洛陽堂） 1917
- 『一般人叢書 第5編 村の3日間・村の歌唱隊・旅人との対話・日記より』（トルストイ、洛陽堂） 1917
- 『トルストイ一日一想』（洛陽堂） 1917
- 『美術上の基督』（訳、警醒社書店） 1917
- 『産業的自由 其の理論及実際』（エドワード・カーペンター、洛陽堂） 1920
- 「トルストイ全集」(宇佐美文蔵共訳、春秋社） 1919 - 1920
第1巻『カザツク』
第2巻『三つの死』
第4巻『神と人・村の三日間・村の唱歌隊・旅人との対話
第5巻『我が宗教・宗教とは何ぞや・基督教・我等何を為すべき乎』
第12巻『子供の智慧』
第13巻『神の国は爾等の衷にあり』
- 『随感録』（パスカル、杜翁全集刊行会） 1921
- 『トルストイ短篇選集』（編、洛陽堂） 1921
- 『耶蘇の生涯』（エルネスト・ルナン、杜翁全集刊行会） 1921
- 『民約論』（ルソー、春秋社、世界大思想全集7） 1927
- 『婦人論』（アウグスト・ベーベル、春秋社、世界大思想全集33） 1927
- 『トルストイ全集 第51 基督教 他一篇』（西川松子共訳、トルストイ全集刊行会） 1928
- 『ツァラトゥストラは斯く語る・此の人を見よ』（ニーチェ、春秋社、世界大思想全集8） 1929
- 『政治的正義』（ゴツドウイン、春秋社、世界大思想全集17） 1930
- 『社会に就いての新見解』（ロバート・オーエン、春秋社、世界大思想全集36） 1930
- 『クロポトキン芸術論』（春秋文庫） 1931、のち改題『クロポトキンの芸術論』（黒色戦線社） 1988
- 『古代文明研究 太陽の子』（ウィリアム・ジェイムズ・ペーリー、春秋社、世界大思想全集） 1931 - 1932
- 『カーライル人生の書』（編、金星堂） 1937